# Malachi Boateng
Malachi Boateng (Londra, 5 luglio 2002) è un calciatore inglese, centrocampista degli Hearts in prestito dal Crystal Palace.

## Biografia
Ha origini ghanesi.

## Carriera
Boateng è cresciuto nel settore giovanile del Crystal Palace, con cui ha firmato il primo contratto professionistico nel 2019. Il 12 agosto 2023 è stato ceduto in prestito al Queen's Park fino al termine della stagione ed il giorno seguente ha esordito nell'incontro di Scottish Championship vinto 3-2 contro il Partick Thistle. Il 4 ottobre ha realizzato il suo primo gol nell'incontro casalingo perso 2-1 contro il Greenock Morton.
Rientrato a Londra, ha firmato il rinnovo del contratto ed è passato in prestito al Dundee.

## Statistiche
aggiornato al 28 febbraio 2024
| Stagione        | Squadra         | Campionato      | Campionato | Campionato | Coppe nazionali | Coppe nazionali | Coppe nazionali | Coppe continentali | Coppe continentali | Coppe continentali | Altre coppe | Altre coppe | Altre coppe | Totale | Totale | Totale |
| Stagione        | Squadra         | Comp            | Pres       | Reti       | Comp            | Pres            | Reti            | Comp               | Pres               | Reti               | Comp        | Pres        | Reti        | Pres   | Reti   |        |
| --------------- | --------------- | --------------- | ---------- | ---------- | --------------- | --------------- | --------------- | ------------------ | ------------------ | ------------------ | ----------- | ----------- | ----------- | ------ | ------ | ------ |
| 2022-2023       | Queen's Park    | SC              | 34+2       | 2+1        | CS+CdL          | 2+0             | 0               |                    | -                  | -                  | CC          | 3           | 0           | 41     | 3      |        |
| 2023-2024       | Dundee          | SP              | 32         | 0          | CS+CdL          | 0+4             | 0               |                    | -                  | -                  |             | -           | -           | 36     | 0      |        |
| Totale carriera | Totale carriera | Totale carriera | 68         | 3          |                 | 6               | 0               |                    | -                  | -                  |             | 3           | 0           | 77     | 3      |        |